# حي الأمين (دمشق)
حي الأمين أحد أحياء مدينة دمشق هو حي شعبي في دمشق سمي نسبة إلى السيد محسن الأمين العاملي الذي قدم إلى الحي قديما وسكن فيه، كما كان له دور في إنعاش المنطقة وتأسيس عدة جمعيات ومؤسسات تعليمية وخيرية في الحي. يتميز الحي بأنه كان موطن ليهود دمشق في سوريا، بالإضافة لكونه ذو أغلبية شيعية.